# جفری اولمن
جفری اولمن (به انگلیسی: Jeffrey Ullman) استاد بازنشسته علوم کامپیوتر دانشگاه استنفورد است. او در زمینه کامپایلرها، نظریه آتاماتا و پایگاه داده‌ها تعدادی کتاب درسی نگاشته‌است. شناخته شده‌ترین کتاب او که از دهه ۶۰ میلادی تا به امروز بارها تجدید چاپ شده‌است «آشنایی با نظریهٔ آتاماتا، زبان‌ها و رایانش» نام دارد که به خاطر طرح روی جلدش به نام کتاب سیندرلا شناخته می‌شود.
او استاد راهنمای سرگئی برین بوده و مدتی نیز به عنوان مشاور برای شرکت گوگل فعالیت کرده‌است.
در حال حاضر از او یک سری ویدئوهای درسی دربارهٔ نظریه آتاما در سایت کورسرا موجود است.

## اظهارات ایران ستیزانه
جفری اولمن دربارهٔ مردم و دولت ایران سخنانی جنجال‌برانگیز و ایران ستیزانه بر زبان رانده است و همچنان بر این رفتار خود پافشاری می‌کند.
او در صفحهٔ شخصی خود برگی مجزا به ایرانیان اختصاص داده و به آنچه به ادعای او سوالات متداول ایرانیان است پاسخ گفته است. اولمن در این نوشتار مدعی است که در ایران گروهی به صورت منسجم سعی می‌کنند تا در آمریکا یارگیری کرده و دوست پیدا کنند؛ لذا نامه‌های تمام دانشجویان ایرانی که از داخل ایران برای گرفتن پذیرش سؤال می‌کنند را با بی‌ادبی و توهین پاسخ گفته و از کمک به آنان سرباز می‌زند. در همین صفحه او ذکر کرده که به عنوان فردی ایران ستیز شناخته شده‌است و البته این اتهام را رد می‌کند و معتقد است که دشمنی او تنها با دولت ایران است.
در ادامه، در پاسخ به سوالاتی که مدعی است ایرانیان دربارهٔ مسائل سیاسی از او می‌پرسند نظرات نژادپرستانه و افراطی زیر را مطرح می‌کند. او معتقد است:
- سرنگونی هواپیمای مسافربری ایرانی توسط ناوگان دریایی آمریکا کار درستی بوده‌است.
- کودتای آمریکا علیه دولت مصدق بحق بوده‌است و نفت ایران به صرف اینکه در زیر پای مردم ایرانست متعلق به آنها نیست بلکه برای مردمی است که فناوری استخراج آن را دارند.
- تشکیل کشور آمریکا و کشتار سرخپوستان روندی طبیعی و بی اشکال بوده‌است و دولت‌های باستانی ایران نیز به همین شیوه تشکیل شده‌اند.[۲]

نامه‌هایی که دانشجویان ایرانی برای او نوشته‌اند را نیز معمولاً با همین آشفته گویی‌های نامربوط به موضوع و توهین پاسخ می‌گوید و مدافع تمام قد تحریم مردم ایران است با این توجیه که دولت ایران کشور اسراییل را قبول ندارد و ایران در فکر توسعه سلاح هسته‌ای است. مثلاً در سال ۲۰۱۱ در پاسخ به پرسشی که یک دانشجوی دانشگاه صنعتی شریف برای پذیرش گرفتن از استنفورد کرده بود جنین پاسخ گفته‌است:
مسایل پذیرش مربوط به من نیست و کمکی از من برنمی‌آید. ضمن اینکه اگر می‌توانستم هم، تا زمانی که دولت ایران اسرائیل را به رسمیت نمی‌شناسد کاری برای ایرانی‌ها انجام نمی‌دادم. ممکن است شما همانند حکومتتان چنین عقاید دیوانه واری نداشته باشید اما با این حال من بنا به اصولی که به آن پایبندم اینگونه رفتار می‌کنم. اگر ایرانی‌ها دوست دارند در دانشگاه‌هایی مثل استنفورد یا سایر موسسات آمریکایی درس بخوانند باید به ارزش‌هایی که ما در آمریکا به آن پایبندیم مثل احترام به حقوق بشر و آزادی ادیان احترام بگذارند.
شورای ملی ایرانیان آمریکا به دلیل این سخنان شکایتی رسمی به دانشگاه استنفورد ارسال کرد و خواستار مؤاخذه و تنبیه اولمن شد
لیسا لاپین، نماینده دانشگاه استنفورد در پاسخ به این شکایت اظهار کرد که اولمن نظرات شخصی خودش را گفته است و او در روند پذیرش نقشی ندارد و دانشگاه میان دانشجویان فرقی نمی‌گذارد.